# Confederação do Reno

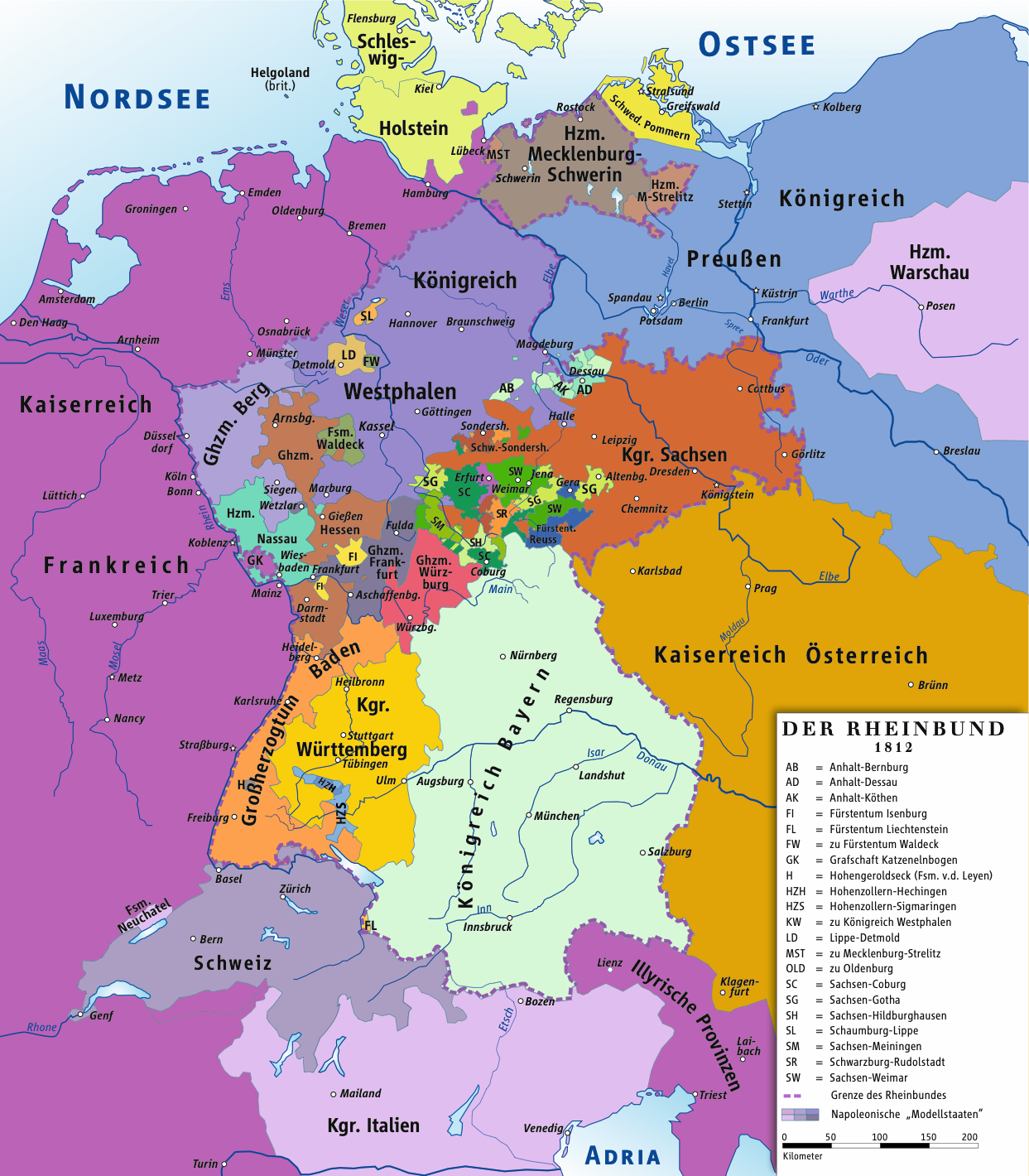
Estados membros da Confederação do Reno, 1812

A Confederação do Reno ou Liga Renana (Rheinbund, em alemão; États confédérés du Rhin ou Confédération du Rhin, em francês) foi constituída por Napoleão Bonaparte em 12 de Julho de 1806, no contexto da Terceira Coligação contra a França, através do Tratado de Presburgo.
Era integrada por dezesseis estados alemães, reunidos por Napoleão após este haver derrotado o Sacro Imperador Francisco II e Alexandre I da Rússia na Batalha de Austerlitz. Perdurou até 1813, logo após a fracassada campanha militar de Napoleão contra o Império Russo. A maioria de seus membros mudou de lado após a Batalha das Nações, quando ficou claro que Napoleão perderia a Sexta Coligação.

## Membros
A tabela abaixo mostra os membros da confederação, com as respectivas datas de associação e, entre parênteses, o número de tropas admitidas.
| Bandeira | Monarquia membro                              | Ano de associação       | Notas                                                                                            |
| -------- | --------------------------------------------- | ----------------------- | ------------------------------------------------------------------------------------------------ |
|          | Ducado of Anhalt-Bernburg                     | 11 de abril de 1807     | (700)                                                                                            |
|          | Ducado de Anhalt-Dessau                       | 11 de abril de 1807     | (700)                                                                                            |
|          | Ducado de Anhalt-Köthen                       | 11 de abril de 1807     | (700)                                                                                            |
|          | Ducado de Arenberg                            | 12 de julho de 1806     | Co-fundador (4.000)                                                                              |
|          | Grão-Ducado de Baden                          | 12 de julho de 1806     | Co-fundador; anteriormente marquesado (8.000)                                                    |
|          | Reino da Baviera                              | 12 de julho de 1806     | Co-fundador; anteriormente ducado (30.000)                                                       |
|          | Grão-Ducado de Berg                           | 12 de julho de 1806     | Co-fundador; incorporou Cleves, ambos anteriormente ducados (2.000)                              |
|          | Grão-Ducado de Hesse-Darmstadt                | 12 de julho de 1806     | Co-fundador; anteriormente landgraviado (4.000)                                                  |
|          | Principado de Hohenzollern-Hechingen          | 12 de julho de 1806     | Co-fundador (4.000)                                                                              |
|          | Principado de Hohenzollern-Sigmaringen        | 12 de julho de 1806     | Co-fundador (4.000)                                                                              |
|          | Principado de Isenburg-Birstein               | 12 de julho de 1806     | Co-fundador (4.000)                                                                              |
|          | Principado de Leyen                           | 12 de julho de 1806     | Co-fundador; anteriormente graviado (4.000)                                                      |
|          | Principado de Liechtenstein                   | 12 de julho de 1806     | Co-fundador (4.000)                                                                              |
|          | Principado de Lippe-Detmold                   | 11 de abril de 1807     | (650)                                                                                            |
|          | Arcebispado de Mogúncia                       | 12 de julho de 1806     | Co-fundador; anteriormente Príncipe-Arcebispado e Eleitorado; após 1810 Grão-Ducado de Frankfurt |
|          | Ducado de Mecklemburgo-Schwerin               | 22 de março de 1808     | (1.900)                                                                                          |
|          | Ducado de Mecklemburgo-Strelitz               | 18 de fevereiro de 1808 | (400)                                                                                            |
|          | Ducado de Nassau (Usingen e Weilburg)         | 12 de julho de 1806     | União de Nassau-Usingen e Nassau-Weilburg, ambos Co-fundadores (4.000 cada)                      |
|          | Ducado de Oldemburgo                          | 14 de outubro de 1808   | (800)                                                                                            |
|          | Principado de Reuss-Ebersdorf                 | 11 de abril de 1807     | (400)                                                                                            |
|          | Principado de Reuss-Greiz                     | 11 de abril de 1807     | (400)                                                                                            |
|          | Principado de Reuss-Lobenstein                | 11 de abril de 1807     | (400)                                                                                            |
|          | Principado de Reuss-Schleiz                   | 11 de abril de 1807     | (400)                                                                                            |
|          | Principado de Salm (Salm-Salm e Salm-Kyrburg) | 25 de julho de 1806     | Co-fundador (4.000)                                                                              |
|          | Ducado de Saxe-Coburgo                        | 15 de dezembro de 1806  | (parte do total de 2.000 dos ducados saxões)                                                     |
|          | Ducado de Saxe-Gota                           | 15 de dezembro de 1806  | (parte do total de 2.000 dos ducados saxões)                                                     |
|          | Ducado de Saxe-Hildburghausen                 | 15 de dezembro de 1806  | (parte do total de 2.000 dos ducados saxões)                                                     |
|          | Ducado de Saxe-Meiningen                      | 15 de dezembro de 1806  | (parte do total de 2.000 dos ducados saxões)                                                     |
|          | Ducado de Saxe-Weimar                         | 15 de dezembro de 1806  | (parte do total de 2.000 dos ducados saxões)                                                     |
|          | Reino da Saxônia                              | 11 de dezembro de 1806  | anteriormente ducado (20.000)                                                                    |
|          | Principado de Schaumburg-Lippe                | 11 de abril de 1807     | (650)                                                                                            |
|          | Principado de Schwarzburg-Rudolstadt          | 11 de abril de 1807     | (650)                                                                                            |
|          | Principado de Schwarzburg-Sondershausen       | 11 de abril de 1807     | (650)                                                                                            |
|          | Principado de Waldeck e Pyrmont               | 11 de abril de 1807     | (400)                                                                                            |
|          | Reino da Vestfália                            | 15 de novembro de 1807  | Criação de Napoleão (25.000)                                                                     |
|          | Reino de Württemberg                          | 12 de julho de 1806     | Co-fundador; anteriormente ducado (12.000)                                                       |
|          | Grão-Ducado de Wurzburgo                      | 23 de setembro de 1806  | Criação de Napoleão (2.000)                                                                      |